# Livefields
Livefields je tretji album v živo ameriške rock skupine Toto, ki je izšel leta 2001 pri založbi Columbia Records. Album je bil posnet po izidu albuma Mindfields, med turnejo Reunion, ki je potekala od 23. februarja 1999 do 28. maja 2000. Nekatere izdaje albuma vsebujejo 3 bonus skladbe, ki so bile posnete na koncertih v Franciji in dva videospota za »Melanie« in »Cruel«.

## Seznam skladb
| Št. | Naslov                  | Pisec                                                                                | Dolžina |
| --- | ----------------------- | ------------------------------------------------------------------------------------ | ------- |
| 1.  | „Caught in the Balance‟ | Steve Lukather, David Paich, Simon Phillips, Mike Porcaro, Stan Lynch, Bobby Kimball | 6:42    |
| 2.  | „Tale of a Man‟         | Paich                                                                                | 5:14    |
| 3.  | „Rosanna‟               | Paich                                                                                | 6:52    |
| 4.  | „[Luke Solo]‟           | Lukather                                                                             | 3:07    |
| 5.  | „Million Miles Away‟    | Paich                                                                                | 4:35    |
| 6.  | „Jake to the Bone‟      | Paich, Jeff Porcaro, Porcaro, Lukather                                               | 7:59    |
| 7.  | „[Simon Solo]‟          | Phillips                                                                             | 4:21    |
| 8.  | „Dave's Gone Skiing‟    | Lukather, Porcaro, Phillips                                                          | 1:09    |
| 9.  | „Out of Love‟           | Lukather, Jean-Michel Byron                                                          | 2:59    |
| 10. | „Mama‟                  | Paich, Kimball                                                                       | 2:12    |
| 11. | „You Are the Flower‟    | Kimball                                                                              | 1:54    |
| 12. | „The Road Goes On‟      | Lukather, Paich, Glen Ballard                                                        | 2:31    |
| 13. | „Better World‟          | Lukather, Paich, Phillips                                                            | 8:09    |
| 14. | „Girl Goodbye‟          | Paich                                                                                | 6:14    |
| 15. | „[Dave Solo]‟           | Paich                                                                                | 4:48    |
| 16. | „White Sister‟          | Paich, Kimball                                                                       | 6:24    |

Opomba: Skladbe 9-12 so del posebnega akustičnega seta.
| Bonus | Bonus                   | Bonus           | Bonus   |
| Št.   | Naslov                  | Pisec           | Dolžina |
| ----- | ----------------------- | --------------- | ------- |
| 1.    | „I Will Remember‟       | Lukather, Lynch | 7:19    |
| 2.    | „Hold the Line‟         | Paich           | 4:45    |
| 3.    | „I Won't Hold You Back‟ | Lukather        | 5:36    |
| 4.    | „Melanie‟ (videospot)   |                 |         |
| 5.    | „Cruel‟ (videospot)     |                 |         |

## Zasedba

### Toto
- Bobby Kimball – solo vokal, spremljevalni vokal
- Steve Lukather – kitare, solo vokal, spremljevalni vokal
- David Paich – klaviature, solo vokal, spremljevalni vokal
- Mike Porcaro – bas kitara
- Simon Phillips – bobni, tolkala

### Dodatni glasbeniki
- Tony Spinner – spremljevalni vokal, kitara
- Buddy Hyatt – spremljevalni vokal, tolkala
- John Jessel – spremljevalni vokal, klaviature